# Bommiers
Bommiers  là một xã tại tỉnh Indre khu vực trung bộ Pháp. Xã này có diện tích 28,38 km², dân số thời điểm năm 1999 là 260 người. Khu vực này có độ cao trung bình 161 mét trên mực nước biển.